# 織田末広
織田 末廣（おだ すえひろ）は、南北朝時代から室町時代にかけての武将。官位は太郎兵衞尉、別名は三郎である。父は行廣、子に廣定、基實。織田教広も末広の子と伝わる。